# Aline Bock
Aline Bock (* 23. Juli 1982 in Gießen) ist eine deutsche Freeride-Sportlerin.  Sie nahm zunächst an Snowboard-Wettbewerben in der Halfpipe teil, wechselte aber kurz darauf zur Slopestyle-Disziplin.
Einige Jahre später konzentrierte sich Aline Bock auf das Freeriden in den Bergen. Seit 2009 nahm sie an der Freeride World Tour teil und wurde gleich im ersten Jahr Vizeweltmeisterin.
Ein Aufsehen erregendes Debüt gab sie, als sie im russischen Krasnaja Poljana beim ersten Lauf der Saison den Sieg holte.
Im Jahr 2010 gewann sie dann die Goldmedaille.